# Ingo Weißenborn
Ingo Weißenborn (* 29. listopadu 1963 Bernburg, Německá demokratická republika) je bývalý východoněmecký a německý sportovní šermíř, který se specializoval na šerm fleretem. Východní Německo a sjednocené Německo reprezentoval v osmdesátých a devadesátých letech. Na olympijských hrách startoval v roce 1992 v soutěži družstev. V roce 1991 získal titul mistra světa v soutěži jednotlivců. S německým družstvem fleretistů vybojoval na olympijských hrách 1992 zlatou olympijskou medaili a v roce 1993 vybojoval s družstvem titul mistrů světa.